# Сондре Лангос
Сондре Кінген Ландрос (норв. Sondre Klingen Langås, нар. 2 лютого 2001, Намсус, Норвегія) — норвезький футболіст, захисник клубу «Вікінг» та національної збірної Норвегії.

## Ігрова кар'єра

### Клубна
Сондре Лангос починав займатися футболом у своєму рідному місті Намсус у місцевому однойменному клубі. У 2019 році він приєднався до клубу Другого дивізіону «Рангейм». У 2020 році захисник був переведений до основного складу команди але частину сезону провів в оренді в клубі «Стйордалс-Блінк». Після повернення до «Рангейму» Лангос провів ще чотири сезони в команді, граючи в Другому дивізіоні.
У липні 2023 року футболіст перейшов до клубу «Вікінг», підписавши контракт на чотири з половиною роки. 13 серпня у матчі проти «Ліллестрема» Лангос дебютував у норвезькому вищому дивізіоні. Ще через місяць він відзначився першим забитим голом у своїй кар'єрі.

### Збірна
9 вересня 2024 року у матчі Ліги націй проти команди Австрії Сондре Лангос дебютував у складі національної збірної Норвегії.